# Marthe Ruhlmann
Pour les articles homonymes, voir Ruhlmann.
Marthe Ruhlmann, née le 2 avril 1905 à Strasbourg et morte le 23 juillet 1983 dans la même ville, est une artiste-peintre française.

## Œuvres
- Paysage de montagne, vers 1929, Cabinet des estampes et des dessins de Strasbourg[2]
- Paysage urbain, vers 1930, Cabinet des estampes et des dessins de Strasbourg[3]
- Paysage, vers 1929, Cabinet des estampes et des dessins de Strasbourg[4]
- Portrait d'homme, 1929, Cabinet des estampes et des dessins de Strasbourg[5]
- Autoportrait, vers 1930, Cabinet des estampes et des dessins de Strasbourg[6]